# Laurent Sempéré
Pour les articles homonymes, voir Sempere.

a Compétitions nationales et continentales officielles uniquement.

b Matchs officiels uniquement.
Dernière mise à jour le 14 novembre 2019.
Laurent Sempéré, né le 9 juillet 1985 à Perpignan (Pyrénées-Orientales), est un joueur de rugby à XV français qui évolue au poste de talonneur, reconverti entraîneur.

## Biographie
Il a commencé sa carrière professionnelle à l’USAP. Sélectionné en équipe de France pour le Mondial 2006 des moins de 21 ans, il est titulaire lors de la finale remportée 24 à 13 contre l'Afrique du Sud. Après ce titre mondial, face à la concurrence à son poste, il décide de quitter l'USAP pour le Racing-Métro. Il jouera 2 saisons dans le club francilien, avant d’être recruté en 2008 par le Stade français de Max Guazzini (président) et d’Ewen McKenzie (entraîneur), club dont il porte toujours les couleurs et avec lequel il est champion de France (2015) et champion d’Europe (2017).
À partir du 7 janvier 2019, il est membre du comité directeur de Provale, le syndicat national des joueurs de rugby professionnels. D'après les informations du Midi olympique, il décide de se retirer avec Jérôme Fillol, Arthur Coville et Rabah Slimani à la fin de l'année 2021 en raison de profonds désaccords avec la gouvernance et la gestion humaine du président Robins Tchale-Watchou.
En 2019, il devient entraîneur assistant du Stade français auprès de l'entraîneur des avants Pieter de Villiers. Après un début de saison 2019-2020 difficile (dernier du championnat après 9 journées), le directeur sportif Heyneke Meyer et ses adjoints sont remerciés le 12 novembre 2019. Laurent Sempéré devient alors co-entraîneur de l'équipe aux côtés de Julien Arias qui a été son coéquipier au club de 2008 à 2019. Ils parviennent à améliorer la dynamique de résultats mais le club est toujours dernier lors de l'interruption du championnat à cause de la pandémie de Covid-19 en France. Le club se maintient grâce à l'annulation des relégations en Pro D2.
En 2020, Sempéré et Arias sont conservés à leurs postes respectifs d'entraîneur des avants et des arrières, mais travaillent sous les ordres de Gonzalo Quesada, entraîneur en chef de retour au club après un premier passage de 2013 à 2017.
Il intègre l'encadrement du XV de France après la Coupe du monde 2023. Il devient adjoint du sélectionneur Fabien Galthié ayant la charge du secteur de la conquête avec William Servat.

## Entraîneur
| Saison      | Club           | Division | Poste  | Classement                 | Coupe d'Europe                | Challenge européen |
| ----------- | -------------- | -------- | ------ | -------------------------- | ----------------------------- | ------------------ |
| 2019 - 2020 | Stade français | Top 14   | Avants | 14e (arrêt du championnat) | -                             | Éliminé en poule   |
| 2020 - 2021 | Stade français | Top 14   | Avants | 6e, éliminé en barrages    | -                             | Éliminé en poule   |
| 2021 - 2022 | Stade français | Top 14   | Avants | 11e                        | Éliminé en huitième de finale | -                  |

## Palmarès

### En club
- Champion de France Espoirs : 2005
- Champion de France en 2014-2015 avec le Stade français Paris.
- Challenge européen de rugby à XV :
  - Champion : 2017 avec le Stade français Paris.
  - Vice-champion : 2011, 2013 avec le Stade français Paris.

### En équipe nationale
- Équipe de France -21 ans : 
  - Champion du monde 2006 en France, 4 sélections (pays de Galles, Afrique du Sud deux fois, Australie)
  - 6 sélections en 2005-2006
- Équipe de France -19 ans : vice-champion du monde 2004 en Afrique du Sud, 5 sélections (Écosse, pays de Galles, Afrique du Sud, Angleterre, Nouvelle-Zélande)
- Équipe de France -18 ans : 2 sélections en 2003 (Écosse, Angleterre), 1 essai

## Vie privée
Laurent Sempéré est marié avec Marie Bourret, joueuse de rugby internationale (XV et 7), et consultante rugby pour Eurosport.